# Efecto filo de cuchillo
En la propagación de ondas electromagnéticas, el efecto de borde de cuchillo o difracción de bordes es una redirección por difracción de una parte de la radiación incidente que golpea un obstáculo bien definido, como una cadena montañosa o el borde de un edificio.

El efecto de filo de cuchillo se explica por el principio de Huygens-Fresnel, que establece que una obstrucción bien definida a una onda electromagnética actúa como una fuente secundaria y crea un nuevo frente de onda. Este nuevo frente de onda se propaga hacia el área de sombra geométrica del obstáculo.

Difracción en un borde metálico afilado
Difracción en una apertura suave, con un gradiente de conductividad sobre el ancho de la imagen

El efecto de filo de navaja es una consecuencia del problema del semiplano, originalmente resuelto por Arnold Sommerfeld utilizando una formulación de espectro de onda plana. Una generalización del problema del semiplano es el problema de la cuña, que se puede resolver como un problema de valor límite en las coordenadas cilíndricas. La solución en coordenadas cilíndricas fue luego extendida al régimen óptico por Joseph B. Keller, quien introdujo la noción de coeficientes de difracción a través de su teoría geométrica de difracción (GTD). Pathak y Kouyoumjian extendieron los coeficientes de Keller (singular) a través de la teoría uniforme de la difracción (UTD).